# Научно-технологический университет имени короля Абдаллы
Научно-технологический университет имени короля Абдаллы (араб. جامعة الملك عبد الله للعلوم والتقنية‎, англ. King Abdullah University of Science and Technology, KAUST) — технический исследовательский университет в Саудовской Аравии, был открыт в сентябре 2009 года на берегу Красного Моря (недалеко от деревни Тувал, в 80 км от крупного портового города Джидда). Назван в честь короля Саудовской Аравии Абдаллы ибн Абд аль-Азиза. Здания университета и его техническое оснащение — самое современное. Входит в топ-40 наиболее быстро растущих университетов по версии Nature Index и занимает 1-е место (по индикатору Citations Per Faculty) в международном рейтинге университетов QS World University Ranking.
Президент университета — Тони Чан, сменивший своего предшественника Жана-Лу Шамо в 2018 году.

## Общие сведения
Создание университета было инициировано и реализовано государственной нефтедобывающей компанией Саудовской Аравии Saudi Aramco в сотрудничестве с западными исследовательскими институтами и университетами. Попечительский совет университета включает, среди прочего, представителей и президентов Корнеллского университета,  Гонконгского университета науки и технологии, Имперского колледжа Лондона, KAIST, MТИ, Принстонского университета и генеральных директоров различных компаний, таких как McKinsey & Company и других. В официальной промышленной партнерской программе университета представлены многочисленные международные компании, такие как Dow Chemical Company, Schlumberger, Siemens, IBM, Evonik и других.
В университете ведутся научные исследования исследования по 11 направлениям:
- Прикладная и вычислительная математика (AMCS)
- Биологические науки (B)
- Химическая и биологическая инженерия (CBE)
- Химические науки (ChemS)
- Компьютерные науки (CS)
- Науки о Земле и инженерия (ErSE)
- Электроинженерия (EE)
- Экологические науки и инженерия (EnSE)
- Науки о море (MarSE)
- Материаловедение и инженерия (MSE)
- Механическая инженерия (ME)

Особое внимание в университете уделяется актуальным для Саудовской Аравии исследованиям по новым источникам энергии и сельскому хозяйству, в частности использованию земель, орошаемых при помощи солёной морской воды.

## Преобразование Саудовской Аравии
Это первое высшее учебное заведение в Саудовской Аравии, в котором обучаются мужчины и женщины вместе. Университетское образование на уровне магистратуры и аспирантуры нацелено на обучение космополитических лидеров, которые после их окончания помогают формировать саудовское общество как внутри науки, так и вне ее на основе стандартов нового времени. В то же время высокий технический уровень является предпосылкой для сотрудничества в сфере высоких технологий на мировом уровне, а также создания технологических предприятий на Аравийском полуострове. В этом контексте, KAUST имеет венчурное финансирование и инкубатор на кампусе для компаний на ранней стадии своего развития.

## Галерея

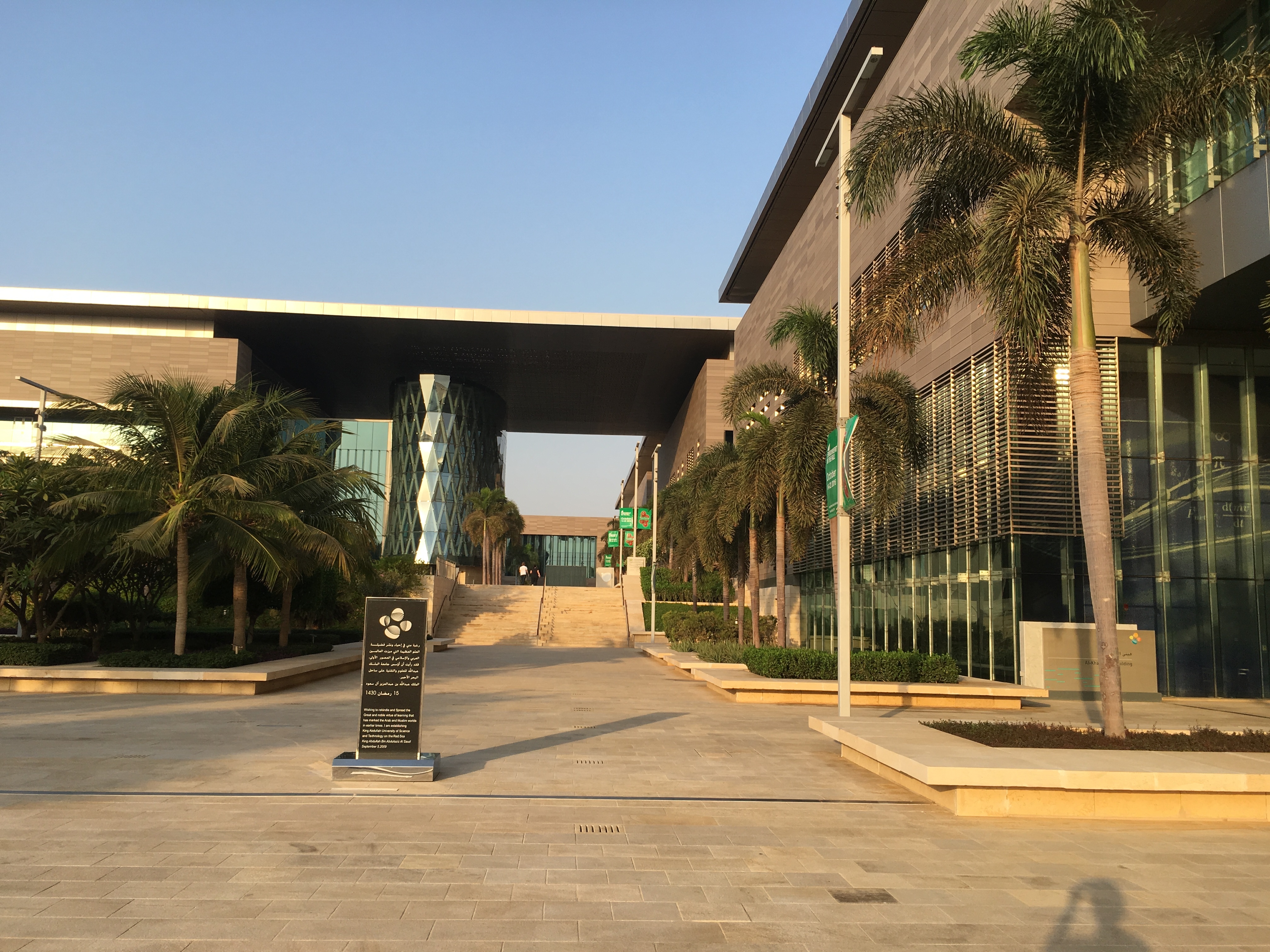
KAUST. Университетский кампус
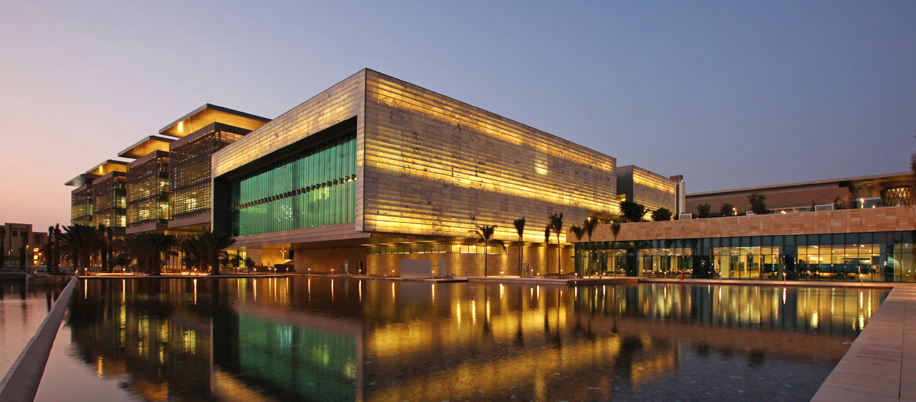
KAUST. Ночной вид

## Официальный веб-сайт
- Научно-технологический университет имени короля Абдаллы